# Almunia de San Juan
Almunia de San Juan (en aragonés, L'Almunia de Sant Chuan) es un municipio de España en la provincia de Huesca, comunidad autónoma de Aragón. Tiene un área de 35,67 km² con una población de 654 habitantes (INE 2009) y una densidad de 18,34 hab./km².

## Toponimia
El nombre de la localidad proviene de la palabra hispano árabe almúnya que significa huerto.

## Historia
Los primeros pobladores según los yacimientos encontrados, más de una docena en el término municipal, pertenecen a la Edad de Bronce (3000-1250 a.c.) constituyen una población significativa para la época en esta comarca del Cinca Medio, con dos zonas claramente diferenciadas: las Gesas y el río Sosa. J. Ángel nos ofrece un amplio catálogo detallado con todos estos yacimientos y las conclusiones que ha llegado tras las investigaciones de estos. Concluyendo el capítulo con anotaciones sobre el poblamiento Ibérico y dominación Romana.

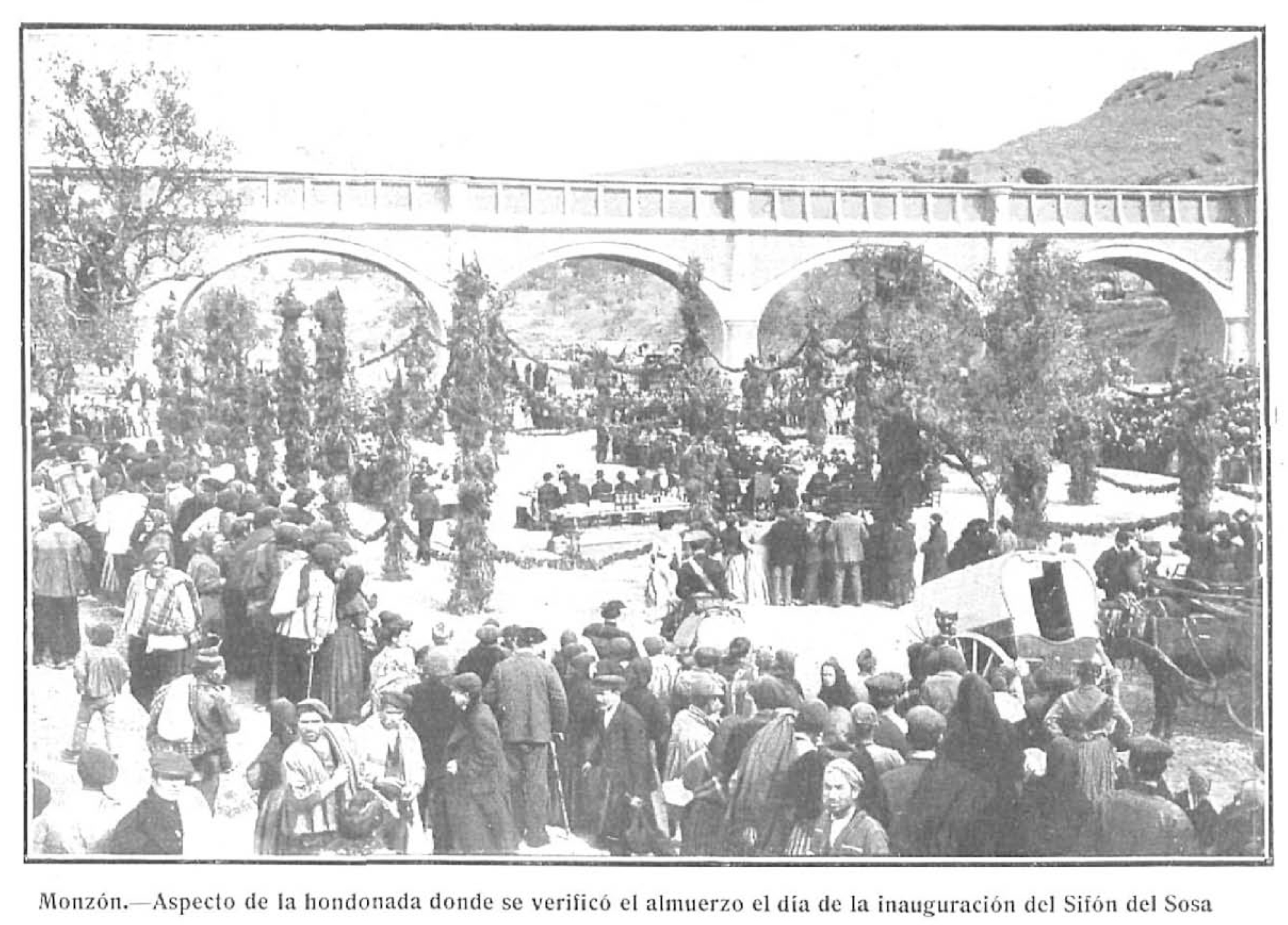
Inauguración del Sifón del Sosa, fotografía de Campúa en Nuevo Mundo (1906).

Las órdenes militares, son de capital importancia para la historia de esta villa, templarios y sanjuanistas posteriormente pasaría a convertirse en Señorío del obispo de Lérida en el siglo XII hasta el siglo XVIII, completan el capítulo otros episodios en los que participan el obispo de Huesca y los reyes Pedro IV "el Ceremonioso" y Juan I "el Cazador".
Se realizó una exhaustiva prospección arqueológica localizando numerosos vestigios Medievales, que se describen y catalogan, desde restos de poblamiento, enormes silos de almacenamiento, despoblados, torres e incluso un "Castellum". Los abastecimientos de agua y obras hidráulicas, aljibes (se describen detalladamente trece de ellos), azures y acequias principalmente en el río Sosa, y el molino de la Ortilla. Destaca en este tema las disputas por los derechos de riego con la vecina villa de Monzón, documentados al menos a partir del siglo XIV.
El análisis de la arquitectura doméstica de las principales casas solariegas, se recogió igualmente aspectos artísticos eclesiásticos, de la iglesia y ermita de la Piedad, concluyendo con un esbozo de las estructuras que perduran del antiguo castillo nobiliario existente.
Es a finales del siglo XIX y comienzos del XX cuando se produjo uno de los acontecimientos más importantes en toda la historia almuniense, la construcción del canal de Aragón y Cataluña, analizando su construcción, y destacando la inauguración del Sifón sobre el río Sosa por Alfonso XIII, y la creación de la Comunidad de Regantes "Derecha del Sosa", primera de las legalmente constituidas de las que comprende la zona del canal.

## Geografía
La localidad se ubica al noreste de la comarca del Cinca Medio, en la provincia de Huesca. Limita al norte con Fonz, Ariéstolas (pedanía perteneciente a Almunia) y Azanuy. Al este, encontramos el Río Sosa, junto al sifón del Sosa, y la localidad vecina de San Esteban de Litera. Al sur, la capital mediocinqueña y 2.ª ciudad de la provincia, Monzón. Al oeste, el río Cinca. Discurren dentro de su término los ríos río Cinca, su afluente río Sosa y el Canal de Aragón y Cataluña. Dentro de sus dificultades orográficas destaca la sierra de Los Vedades, terreno del palezoico, con margas y yesos. El clima es mediterráneo continental con precipitaciones medias de 400 mm, temperaturas medias en invierno de 4 °C a 6 °C en enero y de 22 °C a 26 °C en julio, vientos del noroeste, cierzo (noreste), tramontana, y del suroeste (bochorno).
En la agricultura destacan los cultivos de cereales, almendros, olivos y hortícolas, en ganadería, el pastoreo de ovino y las granjas de pollos, cerdos y vacuno.

### Comunicaciones
Su vía principal es la nueva autovía A-22, a 2 km del municipio. Esta autovía comunica la localidad con Lérida (a 55 km) y con Huesca (a 65 km). Está a 140 km de la capital aragonesa, Zaragoza, y a 210 km de Barcelona. Está situada a 5 km de Monzón, ciudad con estación de RENFE, la cual dispone de trenes de media distancia, con destino Lérida-Pirineos y Zaragoza-Delicias (ambas estaciones son paradas de la línea de alta velocidad española Barcelona-Madrid. Además también cuenta con paradas de trenes Alvia, y así viajar a ciudades como Logroño, Pamplona, Bilbao, Valencia, Teruel... Además Monzón, dispone de una excelente conexión de autobuses (mayoritariamente Avanza), con Huesca, Lérida y Barcelona. La carretera A-1237, es la carretera que une Monzón con Almunia (aunque llega hasta Peralta de la Sal) y recientemente asfaltada y ensanchada. También, almunia dispone de parada de autobús, en la línea que une Monzón con los pueblos de Azanuy, Peralta, Fonz y Calasanz.

## Administración y política
| Período   | Alcalde                          | Partido       |  |
| --------- | -------------------------------- | ------------- |  |
| 1979-1983 | Cristóbal María Arjona Fernández | INDEPENDIENTE |  |
| 1983-1987 | Cristóbal María Arjona Fernández | INDEPENDIENTE |  |
| 1987-1991 | Sebastián Sampietro Ciprés       | UCD           |  |
| 1991-1995 | Sebastián Sampietro Ciprés       | UCD           |  |
| 1995-1999 | Sebastián Sampietro Ciprés       | PSOE          |  |
| 1999-2003 | José Ángel Solans Torres         | PSOE          |  |
| 2003-2007 | José Ángel Solans Torres         | PSOE          |  |
| 2007-2011 | José Ángel Solans Torres         | PSOE          |  |
| 2011-2015 | José Ángel Solans Torres         | PSOE          |  |
| 2015-2019 | José Ángel Solans Torres         | PSOE          |  |

| Partido político    | Partido político                                   | 2003   | 2007   | 2011   | 2015   |
| Partido político    | Partido político                                   | Ediles | Ediles | Ediles | Ediles |
|                     | Partido de los Socialistas de Aragón (PSOE-Aragón) | 4      | 5      | 4      | 5      |
|                     | Partido Popular de Aragón (PP)                     | 2      | 1      | 2      | 2      |
|                     | Partido Aragonés (PAR)                             | 1      | 1      | 1      | 0      |
|                     | Chunta Aragonesista (CHA)                          | —      | —      | —      | 0      |
| Total de concejales | Total de concejales                                | 7      | 7      | 7      | 7      |

## Demografía
Almunia de San Juan cuenta con una población de 708 habitantes (INE 2024).
| Gráfica de evolución demográfica de Almunia de San Juan entre 1842 y 2021 |
| |
| Población de derecho según los censos de población del INE Población de hecho según los censos de población del INEEn estos censos se denominaba La Almunia de San Juan: 1877, 1887, 1897, 1900, 1910, 1920, 1930, 1940 y 1950 |

## Economía
| Gráfica de evolución de Deuda viva del Ayuntamiento de Almunia de San Juan entre 2008 y 2019                                |
| |
| Deuda viva del Ayuntamiento de Almunia de San Juan en miles de Euros según datos del Ministerio de Hacienda y Ad. Públicas. |

## Localidades hermanadas
- Agonac (Francia).[10]